# 트로이 닐
트로이 닐(Troy Lee Neel, 1965년 9월 14일 ~ )은 대한민국의 야구 선수로 2001년까지 두산 베어스에서 활동하였다.